# (39642) 1995 KO1
1995 كي أو 1 (ويعرف أيضًا باسم (39642) 1995 كي أو 1 وفق تسمية الكوكب الصغير) (بالإنجليزية: 1995 KO1)‏ هو كويكب ضمن حزام الكويكبات؛ وترتيبه 39642 من حيث الاكتشاف.
اكتُشف هذا الجُرم الفلكي بواسطة Carl W. Hergenrother ‏ في 26 مايو 1995.

## وصلات خارجية
- (39642) 1995 KO1 في قاعدة بيانات مختبر الدفع النفاث لأجرام النظام الشمسي الصغيرة

- الاكتشاف · مخطط المدار ·  العناصر المدارية · المعلمات المادية

- (39642) 1995 KO1 على موقع ويكي سكاي: DSS2, SDSS, GALEX, IRAS, Hydrogen α, X-Ray, Astrophoto, Sky Map, Articles and images